# Vratji Vrh
Vratji Vrh je jednou z 21 vesnic, které tvoří občinu Apače ve Slovinsku. Ve vesnici v roce 2002 žilo 87 obyvatel.

## Poloha, popis
Rozkládá se v Pomurském regionu na severovýchodě Slovinska. Její rozloha je 0,79 km²[zdroj?] a rozkládá se v nadmořské výšce od 220 do 370 m. Při severním okraji obec sousedí s Rakouskem, přičemž řeka Mura zde tvoří přirozenou hranici. Mlinski potok se tu vlévá do Mury.
Vesnicí prochází silnice č.438 a je vzdálena zhruba 10 km západně od Apače, střediskové obce občiny.
Sousedními vesnicemi jsou: Vratja vas a Novi Vrh na východě a Trate na západě.